# بنی‌نضیر

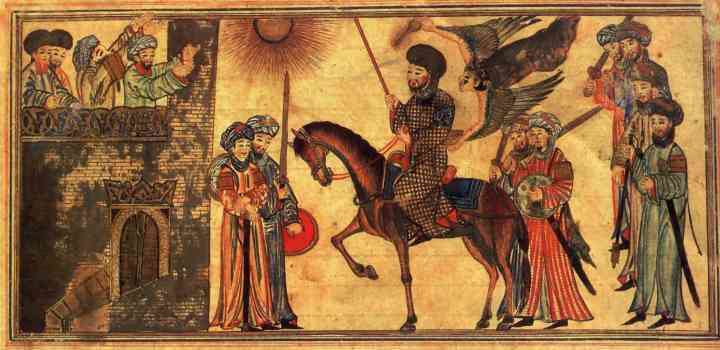
تصویری از جنگ بنی نضیر

بنی‌نضیر (به عبری: שבט בני נצ'יר) یکی از قبایل یهودی ساکن در مدینه، به ریاست حیی بن اخطب بود که در قلعه‌هایی که در اطراف شهر ساخته بودند زندگی می‌کردند و بعد از ورود اسلام به مدینه، به مخالفت با محمد پرداختند. در منابع اسلامی، جنگ احزاب از موارد دشمنی‌های قبیله بنی نضیر با محمد شناخته می‌شود. به گفته مسلمانان، روزی که محمد برای ماجرائی به کنار قلعه‌های بنی نضیر آمده بود، خواستند از بالای قلعه سنگی بر سر او بیندازند، محمد مطلع شده بلافاصله به مدینه آمد و پیغام داد که چون شما پیمان‌شکنی کردید و نقشه قتل مرا طرح کردید باید ده روز دیگر از مدینه خارج شوید. اگر پس از ده روز خارج نشوید کشته خواهید شد. از طرفی عبدالله بن ابی برای یهودیان پیغام داد که ما دو هزار نفر به کمک شما می‌فرستیم، یهودیان تصمیم به مقاومت گرفتند. محمد و مسلمانان مطیع او به سوی آن‌ها حرکت کرده و قلعه را محاصره کردند. این محاصره مدت بیست روز طول کشید، تا بالاخره آنان تسلیم شدند و از آن سرزمین رفتند و اموال بسیاری از خود به جای گذاردند که بین مهاجران و انصار تقسیم شد.